# Eutreptiella marina
Eutreptiella marina (da Cunha, 1914), secondo una classificazione filogenetica  è una specie del supergruppo Excavata appartentente alla famiglia Eutreptiaceae.

## Caratteristiche
Eutreptiella marina è stata ritrovata per la prima volta in Brasile nel 1913, da A. da Cunha.
È stata la prima specie ad essere individuata nel genere Eutreptiella, introdotto per la prima volta proprio da A. da Cunha..
Successivi ritrovamenti sono avvenuti in Germania (Mar del nord), Olanda (Mar del nord), Portogallo (Oceano atlantico), Messico (Mar dei caraibi), Messico (Oceano Pacifico),  e infine Turchia.
Eutreptiella marina è diffusa attualmente intorno alle coste del mar del nord fra Belgio e Olanda, e alle coste spagnole del Mar mediterraneo..